# 全民拔菜總部
全民拔菜總部，是臺灣一個統派政治團體，於2016年成立，「拔菜」名稱是「拔蔡英文」之意，經常追蹤中華民國總統蔡英文的行程，並高舉五星旗與青天白日滿地紅旗抗議的團體，也多次參與反年金改革的抗議活動。

## 背景
拔菜總司令為盧朝財，自稱民主進步黨桃園縣黨部發起人、創黨元老之一，民進黨黨員資歷達25年以上。在2006年參與百萬人倒扁運動時燒毀民進黨黨證，並於2008年轉加入中國國民黨。2012年11月11日，成立「民間倒馬總部」，要求時任總統馬英九下台。2018年2月27日，盧朝財參與反年金改革抗議時，宣傳車因阻擋在立法院門口，導致救護車無法進入，延誤繆德生送醫，事後表示：「我根本不知道裡面有人受傷」。